# N-339
La N-339 o Acceso al Aeropuerto de Sevilla es una carretera nacional española que comunica la Autovía del Sur A-4 con el Aeropuerto de Sevilla.
- Datos: Q6036677